# 小畑英良

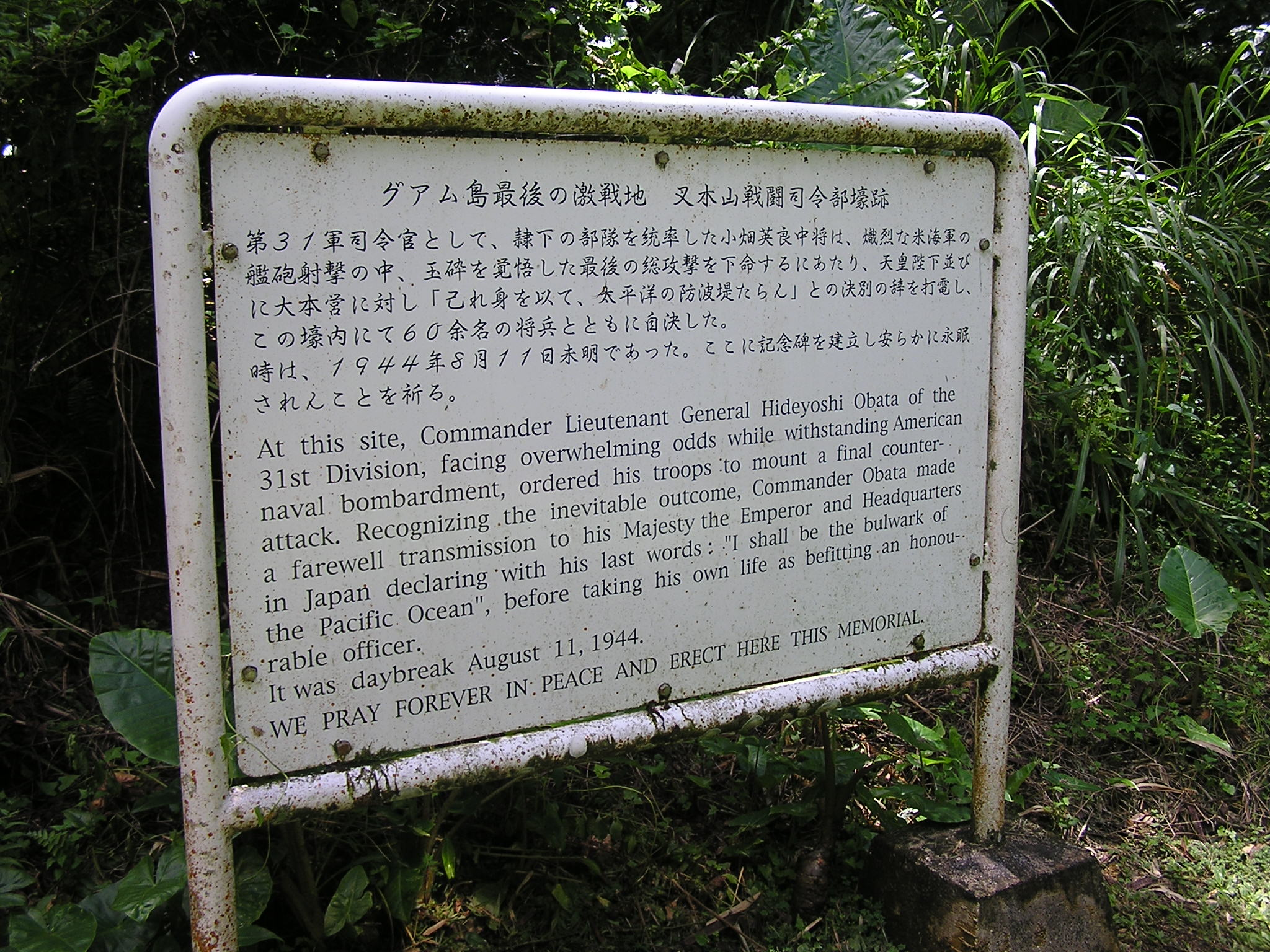
又木山戦闘司令部壕跡

小畑 英良（おばた ひでよし、1890年（明治23年）4月2日 - 1944年（昭和19年）8月11日）は、日本の陸軍軍人。官位は陸軍大将（没後進級）従三位勲一等。弟に小畑信良。

## 経歴
漢学者、小畑万治郎の五男として大阪府で生まれる。大阪陸軍地方幼年学校、陸軍中央幼年学校を経て、1911年（明治44年）5月に陸軍士官学校（23期）を卒業。同年12月に騎兵少尉に任官、騎兵第11連隊付となる。1919年（大正8年）11月、 陸軍大学校（31期）を優等で卒業。その後、陸軍大学校教官、イギリス駐在、インド駐剳武官、参謀本部演習課長、騎兵第14連隊長などを歴任し騎兵畑を歩んだ。
1937年（昭和12年）から航空畑に転じ、明野陸軍飛行学校長、航空兵団司令部付などを歴任。1940年（昭和15年）、陸軍中将・第5飛行集団長となり、さらに第5飛行師団長、第3航空軍司令官などを経て、1944年（昭和19年）2月に第31軍司令官となり、サイパン島防衛に当たる。6月15日の米軍サイパン上陸時には、幕僚とともにパラオ方面に出張しており、サイパン島周辺が米軍の制空権下に入ったため、司令部に帰還できぬ状況となった。結局、現地を井桁敬治参謀長に任せ、小畑はグアム島から可能な限り指揮を執ることとした。サイパン陥落後、第31軍司令部はグアムで再編成されその防衛に当たる。7月21日に米軍の上陸が開始され、日本軍はサイパンと同様に水際撃退作戦をとるが、激しい砲爆撃により大きく戦力を消耗し後退。8月11日に小畑は玉砕を覚悟した最後の総攻撃を下命するにあたり、天皇ならびに大本営に対し、
己れ身を以て、太平洋の防波堤たらん
との決別の辞を打電、又木山戦闘司令部壕内にて田村義冨参謀長をはじめ60余名の将兵とともに自決。戦死後、同年9月に陸軍大将に進級した。

## 年譜
- 1911年（明治44年）5月27日 陸軍士官学校卒業（23期恩賜）
  - 12月26日 陸軍騎兵少尉
- 1919年（大正8年）11月26日 陸軍大学校卒業（31期恩賜）
- 1920年（大正9年）8月 陸軍騎兵大尉
- 1921年（大正10年）4月 陸軍大学校教官
- 1923年（大正12年）4月 イギリス駐在
- 1927年（昭和2年）11月15日 インド駐剳武官
- 1934年（昭和9年）8月1日  陸軍騎兵大佐・参謀本部演習課長
- 1938年（昭和13年）3月1日 陸軍少将
  - 7月15日 明野陸軍飛行学校長
- 1940年（昭和15年）12月2日 陸軍中将・第5飛行集団長
- 1942年（昭和17年）4月15日 第5飛行師団長
- 1943年（昭和18年）5月1日 第3航空軍司令官
- 1944年（昭和19年）2月25日 第31軍司令官
  - 8月11日 グアム島で戦死
  - 9月30日 陸軍大将に昇進
- 1945年（昭和20年）1月31日　勲一等旭日大綬章

## 栄典
位階
- 1940年（昭和15年）12月28日 - 従四位
- 1943年（昭和18年）1月15日 - 正四位
- 1944年（昭和19年）9月30日 - 従三位

勲章
- 1940年（昭和15年）8月15日 - 紀元二千六百年祝典記念章[1]
- 1941年（昭和16年）10月7日 - 勲一等瑞宝章[2]

## 親族
- 妻 小畑加奈子（川村景明元帥陸軍大将の孫）
- 兄 小畑薫良（外務省翻訳官、日本国憲法草案を翻訳）
- 弟 小畑忠良（内閣企画院次長）・小畑信良（陸軍少将）